# 셍풀노군

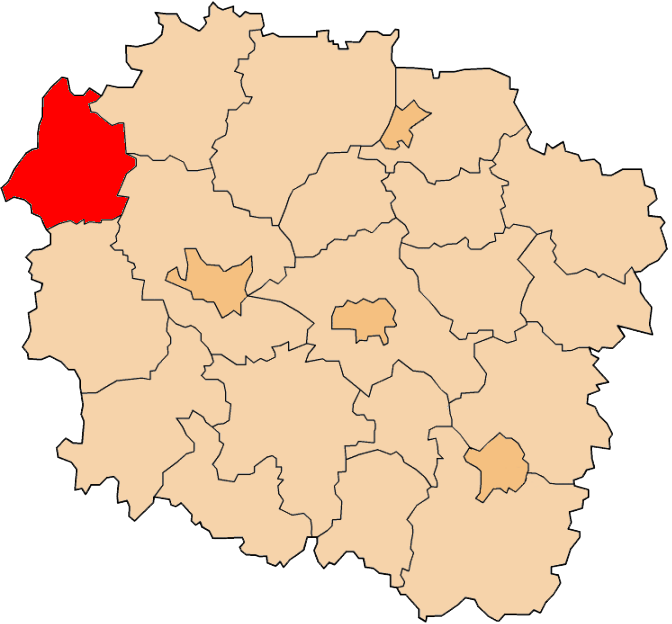
쿠야비포모제주 지도에 표시된 셍풀노군의 위치

셍풀노군(폴란드어: powiat sępoleński)은 폴란드 쿠야비포모제주에 위치한 군으로 군청 소재지는 셍풀노크라옌스키에이며 면적은 790.86km2, 인구는 41,055명(2019년 기준)이다.
북쪽으로는 포모제주 치우후프군, 호이니체군, 북동쪽으로는 투홀라군, 남동쪽으로는 비드고슈치군, 남쪽으로는 나크워군, 서쪽으로는 비엘코폴스카주 피와군, 즈워투프군과 접한다. 4개 지방 자치체(3개 도시형 농촌, 1개 농촌)를 관할한다.

군기
군 문장